# Darsac
Darsac est un village de la Haute-Loire situé sur la commune de Vernassal. Il possède un club de football (US Vernassal) ainsi qu'une gare. 
La gare de Darsac se trouvait à l'aboutissement de la ligne de Saint-Germain-des-Fossés à Darsac, sur la ligne de Saint-Georges-d'Aurac à Saint-Étienne-Châteaucreux.

## Toponymie
Darsac est aussi mentionné sous Darci acum et Darcius en 1234.